# Stefan Liszkowski
Stefan Liszkowski ps. Leskard, wł. Wacław Stefan Maciej Liszkowski, od 1960 Stephen Leskard (ur. 1921 w Lublinie, zm. przed 28 stycznia 1988) – polski i kanadyjski malarz.

## Życiorys
Po wybuchu II wojny światowej przedostał się przez Rumunię do Francji, a po inwazji hitlerowskiej na ten kraj do Wielkiej Brytanii, gdzie wstąpił do armii kanadyjskiej. W 1943 studiował w Edinburgh University (Szkocja). Po zakończeniu wojny przez krótki czas mieszkał w Belgii i Holandii, a następnie powrócił do Wielkiej Brytanii, gdzie studiował w Saint Martin’s School of Art w Londynie, równocześnie od 1946 przez rok był studentem London University, a w latach 1947–1949 Polish College of Art w Londynie.
Po zakończeniu nauki w 1949 wyjechał do prowincji Ontario w Kanadzie. Zgodnie z podpisanym kontraktem pracował na farmie, a po jego wygaśnięciu mieszkał w Whitby i Bowmanville, gdzie utrzymywał się z dawania lekcji rysunku i malarstwa. W 1952 przeniósł się do Kolumbii Brytyjskiej. Jedna z pierwszych wystaw indywidualnych miała miejsce w lutym 1952 w Adelaide House w Oshawie nad wybrzeżem jeziora Ontario. Wystawiono tam szkice węglem i malarstwo olejne. W latach 1963 i 1965 miał wystawy indywidualne na Uniwersytecie Kolumbii Brytyjskiej w Vancouver nad Cieśniną Georgia.
W latach 70. XX wieku podróżował po Hiszpanii i Włoszech (1976), Francji (1978) oraz Turcji i Grecji (1980, 1982). Leskard tworzył w kilku technikach, najczęściej stosując farby olejne, pastele, akwarele, tusz, węgiel drzewny i ołówek. Do jego twórczości należą również linoryty, akwaforty i akwatinty oraz rzeźby w brązie. Jego prace charakteryzuje formalizm geometryczny.
Pracował jako artysta komercyjny w reklamie oraz wykładał w Vancouver School of Art (1954–1955) i Capilano College w North Vancouver (1969–1986). W tym ostatnim utworzono program stypendialny jego imienia. W 1960 zmienił nazwisko na Leskard.
Zmarł prawdopodobnie w Ottawie, gdzie 28 stycznia 1988 odbyło się pożegnanie w kaplicy domu pogrzebowego St. Laurent.

## Rodzina
Miał żonę Mary i troje dzieci: Martę, Andreę i Petera oraz wnuka Kasimira. Jego siostra Danuta Liszkowska (1922–2020, od 1946 Danuta Manitius), mieszkająca w Oshawie, w Szkocji uzyskała dyplom lekarza i praktykowała medycynę w Szkocji, Argentynie i Kanadzie. Była pierwszą kobietą lekarzem w regionie Durham. W 1970 założyła tu oddział rehabilitacji kardiologicznej.